# 阿坝师范学院
阿坝师范学院，简称阿师院，是中华人民共和国的一所全日制本科公办省属普通高等学校，位于四川省阿坝藏族羌族自治州汶川县。
1978年，阿坝师范专科学校成立。1992年，更名为阿坝师范高等专科学校。2015年4月28日，升格为阿坝师范学院。